# Polak (wzgórze)
Polak – wzgórze na Roztoczu Zachodnim, na granicy powiatów biłgorajskiego i zamojskiego. Szczyt jest położony na terenie wsi Panasówka, blisko granicy Roztoczańskiego Parku Narodowego. Według mapy topograficznej ma wysokość 317,7 m n.p.m.
Na wzgórzu znajdował się sztab Marcina Borelowskiego dowodzącego polskimi oddziałami podczas bitwy pod Panasówką w czasie powstania styczniowego. Stąd ma pochodzić nazwa wzgórza (miejsce, gdzie znajdował się sztab rosyjski nazwano „Moskal”). Na szczycie wzgórza znajduje się pomnik powstańców styczniowych. W jego pobliżu, na terenie Roztoczańskiego Parku Narodowego leżą szczątki buka Mikołaj określanego jako świadek powstania styczniowego.
Na wzgórzu organizowane są uroczystości nawiązujące do bitwy pod Panasówką. Jest to również punkt centralny rowerowych rajdów gwiaździstych.
Na szczyt wzgórza prowadzi m.in. ścieżka historyczno-przyrodnicza zorganizowana przez Roztoczański Park Narodowy. Jest ono również punktem szlaku rowerowego Wzgórze Polak – Pogranicze Regionów.